# خزامى بحرية
الخزامى البحرية (باللاتينية: Limonium arboreum) هو نوع من أنواع الخزامى البحري المعروف باسم شجرة ليمونيوم وسيمبريفيفا، حيث يعتبر من نباتات المواطن الساحلية، وهو نبات متوطن في جزر الكناري.

## وصف
الخزامى البحرية هي عشب معمر قوي ينمو من جذمور خشبي. الأوراق سميكة بيضاوية الشكل ويصل طولها إلى حوالي 30 سنتيمترًا بما في ذلك الأعناق، وتقع في وريدة قاعدية حول الساق. النورة عبارة عن سنابل متفرعة صلبة يصل ارتفاعها في كثير من الأحيان إلى أكثر من متر وتحمل مجموعات كبيرة من الزهور. الزهور لها سبلات أرجوانية وبتلات بيضاء أصغر.
وهذا النوع من الخزامى معروف أيضًا في ساحل جنوب كاليفورنيا، حيث أنها نبات غير أصلي يمكن أحيانًا رؤيته ينمو حول الشواطئ وجوانب الطرق.
كان السيد جورج بيني من مشتل ميلفورد أول من قام بزراعة شجرة ستاتيس أربوريا في عام 1838 في المملكة المتحدة بعد إستقدامها من جزر الكناري. وقد باعها بسعر مرتفع بلغ 25 جنيهًا إسترلينيًا.
وقد نشرت معلوماتها لأول مرة باسم ليمونيوم أربوريوم في عام 2012.

## روابط خارجية
- المعالجة اليدوية لجيبسون